# 埃里兹圣迪济耶
埃里兹圣迪济耶（法語：Érize-Saint-Dizier，法語發音：[eʁiz sɛ̃ dizje]）是法国默兹省的一个市镇，位于该省中南部略偏西，属于巴勒迪克区。

## 地理
埃里兹圣迪济耶（48°48'45"N, 5°17'3"E）面积12.49 平方千米，位于法国大東部大區默兹省，该省份为法国西北部内陆省份，北与比利时接壤，西接马恩省和阿登省，南至上马恩省和孚日省，东临默尔特-摩泽尔省。
与埃里兹圣迪济耶接壤的市镇（或旧市镇、城区）包括：热里、拉瓦莱、勒翁库尔、卢瓦塞、奈沃-罗西耶尔、吕蒙。

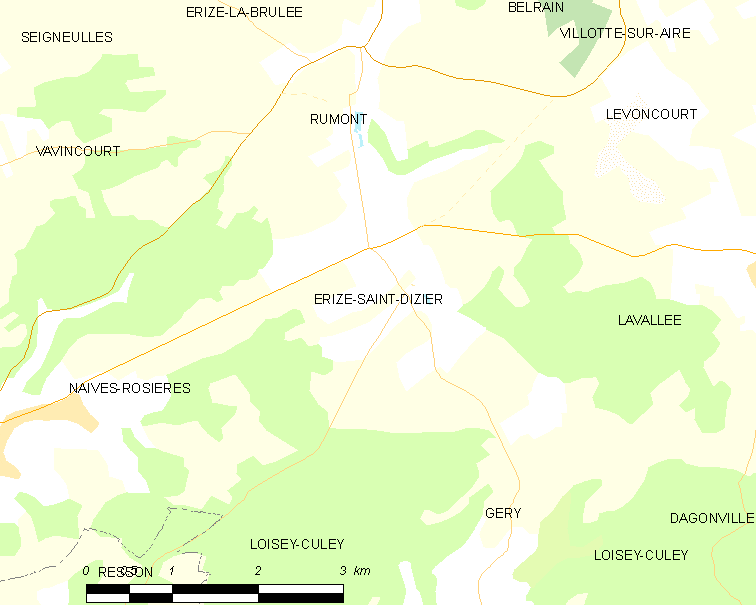
埃里兹圣迪济耶的OSM定位图

埃里兹圣迪济耶的时区为UTC+01:00、UTC+02:00（夏令时）。

## 行政
埃里兹圣迪济耶的邮政编码为55000，INSEE市镇编码为55178。

## 政治
埃里兹圣迪济耶所属的省级选区为巴勒迪克第一县。

## 人口

1962-2008年间埃里兹圣迪济耶人口变化图示

埃里兹圣迪济耶于2022年1月1日时的人口数量为193人。